# Willi Stanke
Willi Stanke (né le 5 novembre 1907 à Kramsig, mort le 28 mars 1982 à Marbella) est un compositeur allemand.

## Biographie
Willi Stanke reçoit des cours de violon et de piano dans son enfance. À partir de 1926, il étudie le violon auprès de Alexander Petschnikoff et la théorie de la musique auprès de Wilhelm Klatte au Conservatoire Stern. Il termine ses études fin 1929. Il étudie ensuite à la Kapellmeisterschule auprès de Wilhelm Groß et pendant ce temps travaille dans l'orchestre symphonique de Berlin.
En 1935, il fonde son propre orchestre de divertissement, avec lequel il joue également à la radio de Berlin. À partir de 1939, il enregistre ses premiers disques chez Tempo et en 1942-1943 avec son orchestre (notamment avec Eberhard Schmidt-Schulz, Jean Robert, Primo Angeli, Meg Tevelian) en 1942-1943 pour Columbia Records, principalement de la musique de danse (Einen Gruß von Marie und Johanna), du schlager (Gib mir einen Kuß durchs Telefon) et des morceaux instrumentaux tournés vers le swing comme Große Eile. Afin de camoufler les compositions et arrangements américains à la Chambre de la musique du Reich, Stanke sort Tiger Rag sous un titre allemand Schwarzer Panther, qui ne diffère de l'original américain que par quelques notes. Pendant la Seconde Guerre mondiale, Stanke travaille dans le soutien des troupes.
Dans la période d'après-guerre, Stanke continue son travail en tant que chef d'orchestre. Début 1948, il a un engagement avec la radio RIAS, en 1947 et 1948, d'autres enregistrements sont faits pour Columbia, principalement des titres swing comme American Patrol de Glenn Miller, des titres populaires comme Nobody's Sweetheart Now ou du schlager comme Der Theodor im Fußballtor. Son orchestre accompagne Hans Berry, Jean Orban, Macky Kasper, Franz Fijal-Lipinski, Teddy Lenz, Ilja Glusgal, Detlev Lais ou Erwin Lehn. Dans le domaine du jazz, il participe à huit sessions d'enregistrement entre 1942 et 1948. Il travaille avec Werner Schmah (Mit der Zeit lernst auch du es! Columbia 4961). En mai 1950, des enregistrements pour Elite ont lieu. En 1951, Willi Stanke est avec le Großen Tanz-Streichorchester chez Odeon.
Dans les années 1950, il enregistre du schlager et de la musique de divertissement pour Amiga, Telefunken et Decca Records comme Kleine Jeanne aus Lausanne (avec Klaus Gross; Amiga 50-512), Du hast ja Tränen in den Occhi (# 50-486) avec Werner Schmah, Unsere Kleine Welt (# 50-586) et Weißer Holunder (Telefunken 11835) avec Gitta Lind, Die Mädels von der Donau (Decca D 18843) avec les sœurs Hofmann, Tammy/Melodie d’amour (Decca D 1957) avec Lys Assia ou Mein Herz träumt von der Liebe (# 50-496). Il écrit des paroles de schlager comme Wann kommst du wieder? et Nie warst du so schön et plus tard Wunderland bei Nacht.
Le titre Durch die Nacht klingt ein Lied fait partie de la bande originale de Sophie Scholl : Les Derniers Jours.
Il meurt à Marbella et se fait enterrer au cimetière boisé de Berlin-Dahlem.

## Source de la traduction
- (de) Cet article est partiellement ou en totalité issu de l’article de Wikipédia en allemand intitulé « Willi Stanke » (voir la liste des auteurs).

1. ↑  (de) « Schwarzer Panther » (consulté le 11 septembre 2020)